# وعلان بيترسي
وعلان بيترسي (الاسم العلمي:Commelina petersii) هو نوع من النباتات يتبع جنس الوعلان من الفصيلة الوعلانية. سمي هذا النوع نسبةً إلى عالم طبيعة الألماني فيلهلم بيترس.